# Chaiturus marrubiastrum
La cardiaca nepetellona (nome scientifico Chaiturus marrubiastrum (L.) Ehrh. ex Rchb., 1831) è una piccola pianta erbacea bienne dai fiori labiati appartenente alla famiglia delle Lamiaceae. È anche l'unica specie del genere Chaiturus Ehrh. ex Willd., 1787.

## Etimologia
Il nome generico "Chaiturus" deriva da due parole greche: "chaite" ( = setole, cresta, foglioso) e "oura" ( = una coda). L'epiteto specifico "marrubiastrum" anche questo formato da due parole: "marrubium" deriva dal genere Marrubium, la cui etimologia deriva dall'ebraico "marrob" ( = amaro), nome latino per un rimedio familiare per la tosse; ma potrebbe derivare anche da un antico nome volgare usato dal popolo di Roma. In tutti i casi tale nome s'incontra per la prima volta negli scritti di Gaio Plinio Secondo (Como, 23 – Stabiae, 25 agosto 79]) scrittore, ammiraglio e naturalista romano. La seconda parola dispregiativa "astrum" insieme alla prima indica "falso marrubio".
Il nome scientifico della specie è stato definito inizialmente da Linneo (1707 – 1778) biologo e scrittore svedese, considerato il padre della moderna classificazione scientifica degli organismi viventi, nella pubblicazione "Species Plantarum - 2: 584" del 1753 con il nome di Leonurus marrubiastrum (ora basionimo), cambiato successivamente in quello attuale (Chaiturus marrubiastrum) dal botanico svizzero Jakob Friedrich Ehrhart (Holderbank, 4 novembre 1742 – Herrenhäuser, 26 giugno 1795) e dal botanico, ornitologo e illustratore tedesco Heinrich Gottlieb Ludwig Reichenbach (8 gennaio 1793 – 17 marzo 1879) nella pubblicazione "Flora Germanica Excursoria - 1: 317." del 1831. Il nome scientifico del genere è stato definito dal botanico svizzero Jakob Friedrich Ehrhart (Holderbank, 4 novembre 1742 – Herrenhäuser, 26 giugno 1795) e dal botanico, farmacista e micologo tedesco Carl Ludwig Willdenow (Berlino, 22 agosto 1765 – Berlino, 10 luglio 1812) nella pubblicazione "Flora Berolinensis Prodromus Secundum Systema Linneanum ab Illustr. viro ac Eq. C. P. Thunbergio Emendatum Conscriptus. Berolini [Berlin] - 200." del 1787.

## Descrizione

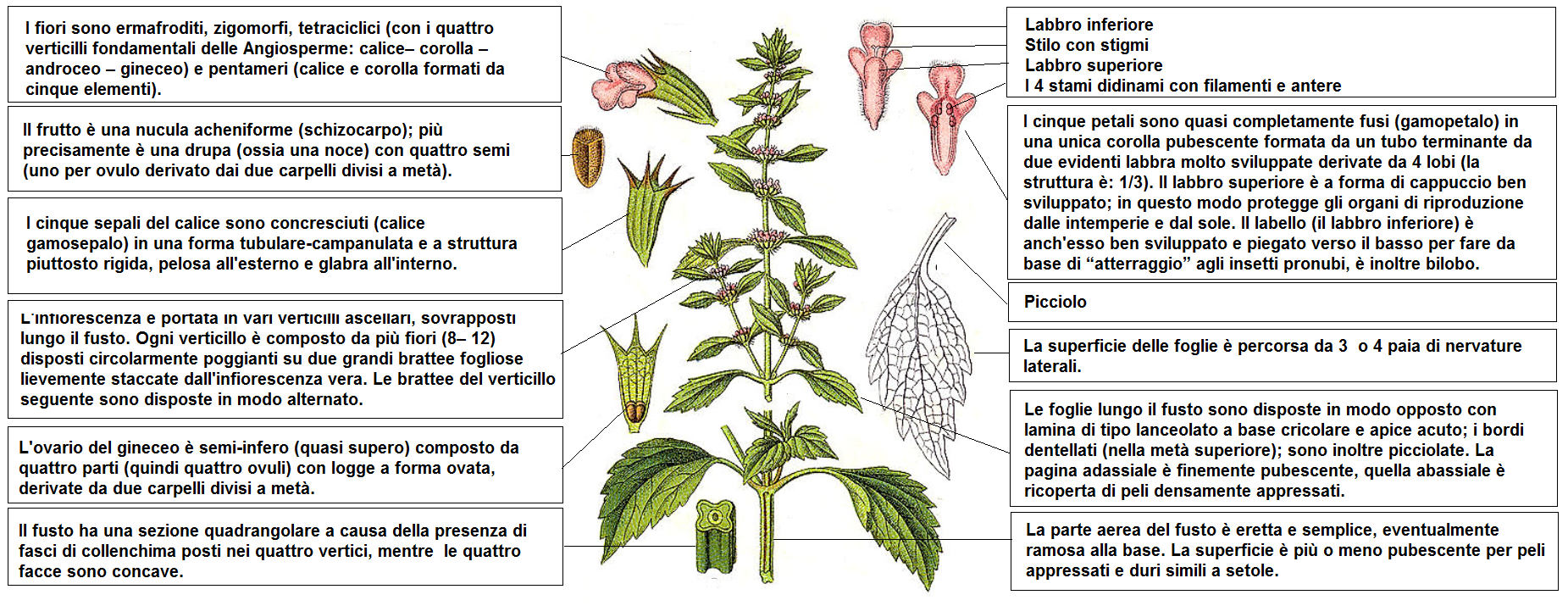
Descrizione delle parti della pianta

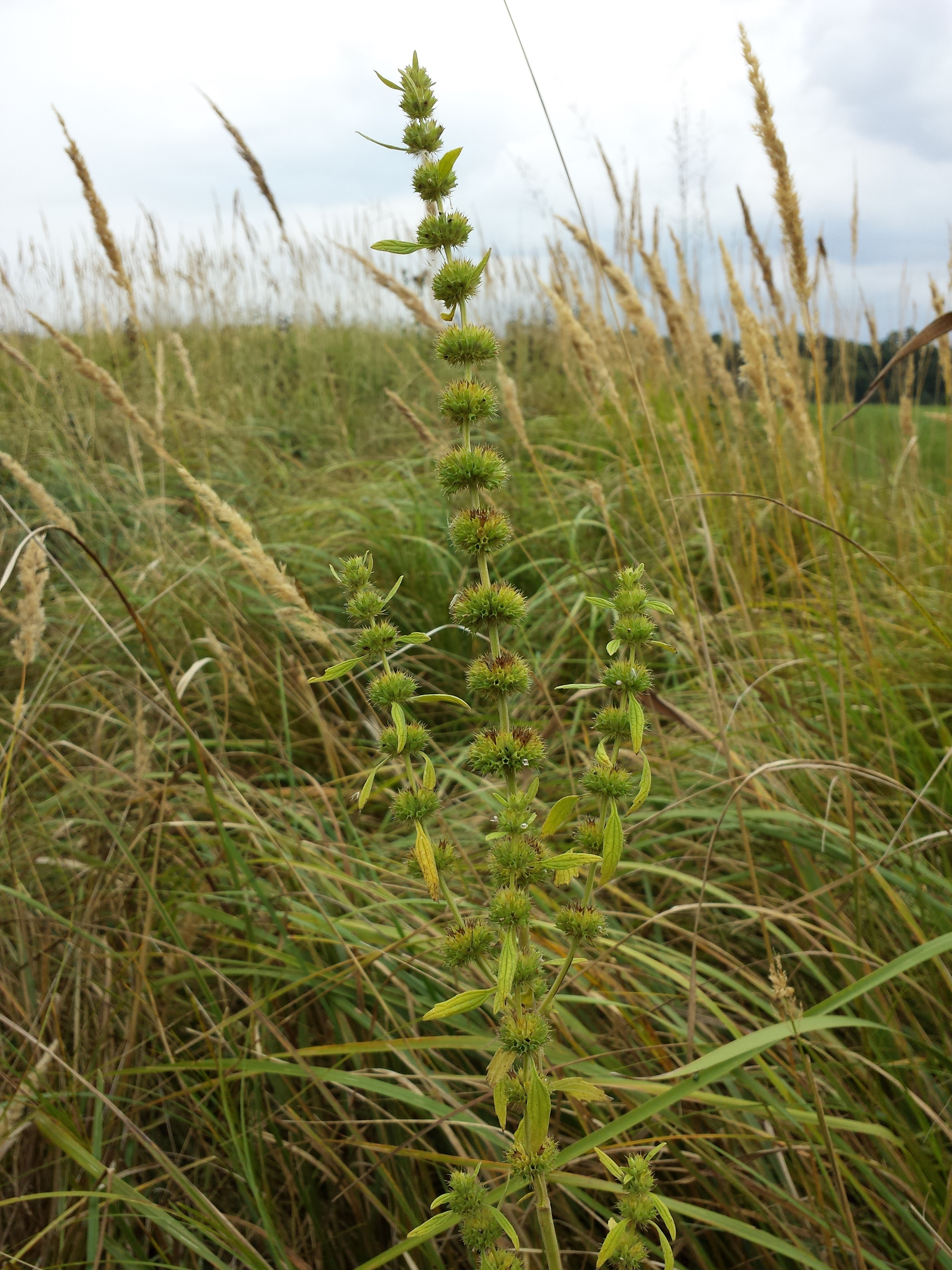
Il portamento

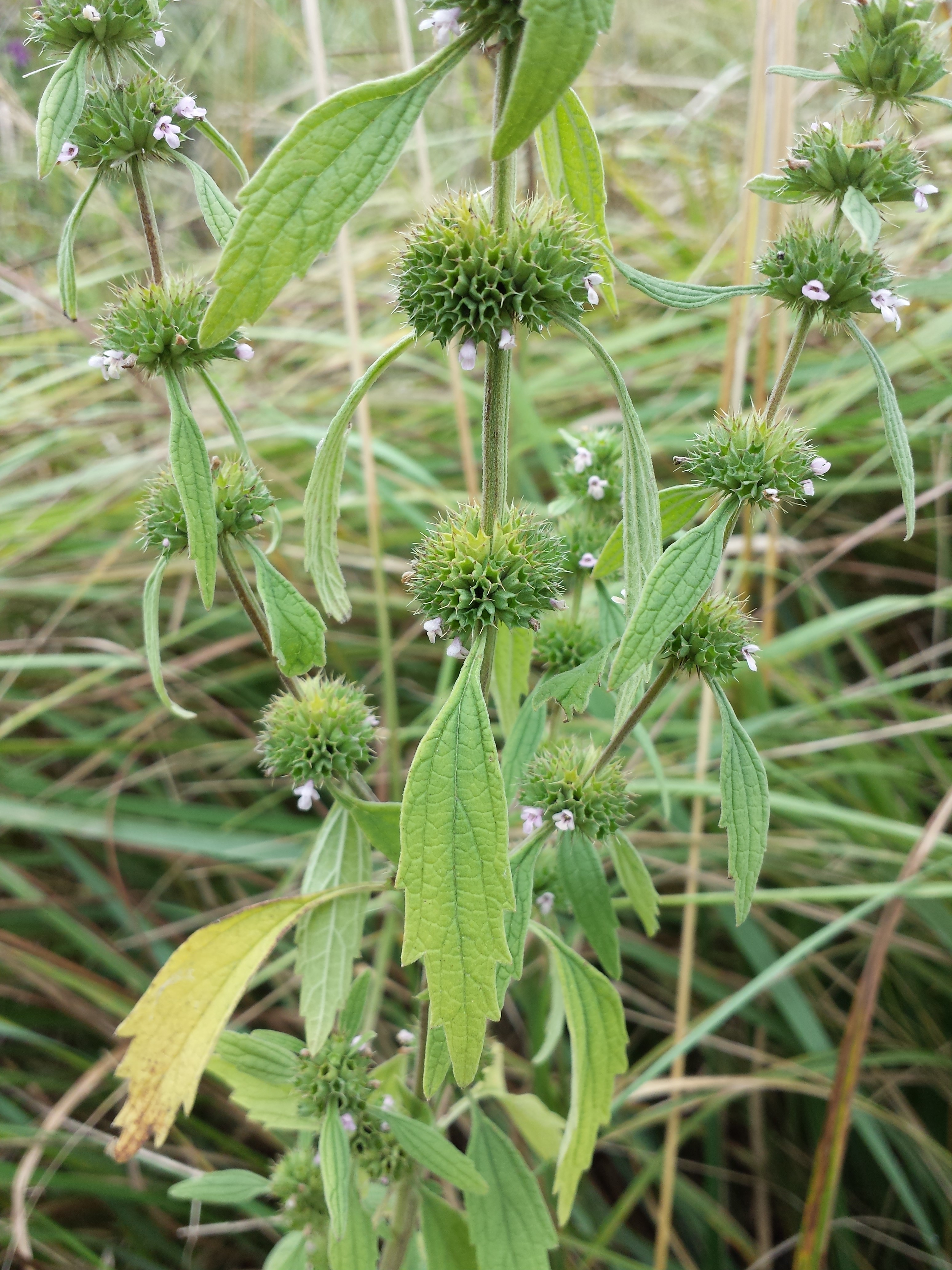
Le brattee dell'infiorescenza

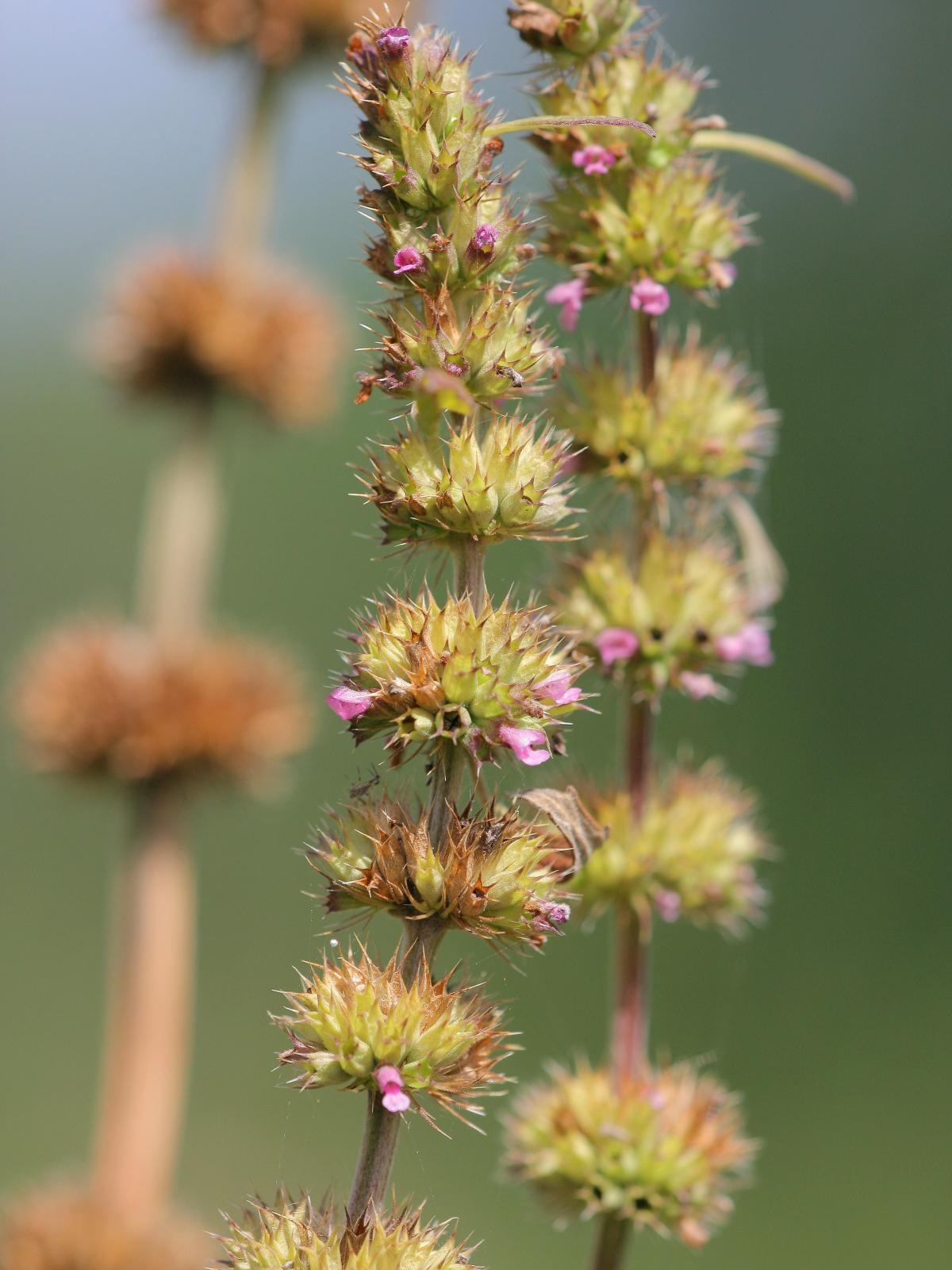
L'infiorescenza

Queste piante arrivano ad una altezza massima di 5 - 12 dm. La forma biologica è emicriptofita bienne (H bienn), ossia in generale sono piante erbacee con gemme svernanti al livello del suolo e protette dalla lettiera o dalla neve e si distinguono dalle altre per il ciclo vitale biennale. Possono essere presenti anche cicli biologici annuali, in questo caso la forma biologica è terofita ossia superano la stagione avversa sotto forma di seme . L'indumento è formato da peli semplici.

### Radici
Le radici sono secondarie da rizoma. Il rizoma è leggermente legnoso con portamento obliquo.

### Fusto
La parte aerea del fusto è eretta e semplice, eventualmente ramosa alla base. La superficie è più o meno pubescente per peli appressati e duri simili a setole. Il fusto ha una sezione quadrangolare a causa della presenza di fasci di collenchima posti nei quattro vertici, mentre le quattro facce sono concave.

### Foglie
Le foglie lungo il fusto sono disposte in modo opposto con lamina di tipo lanceolato a base circolare e apice acuto; i bordi dentellati (nella metà superiore); sono inoltre picciolate. La pagina adassiale è finemente pubescente, quella abassiale è ricoperta di peli densamente appressati. La superficie è percorsa da 3 o 4 paia di nervature laterali. Dimensione delle foglie: larghezza 1 cm; lunghezza 3 – 4 cm. Lunghezza del picciolo: 1,5 – 2 cm.

### Infiorescenza
L'infiorescenza è portata in vari verticilli ascellari, di 1,5 cm di diametro, sovrapposti lungo il fusto ed è cimosa di tipo tirsoide. Ogni verticillo è composto da più fiori (8 – 12) disposti circolarmente poggianti su due grandi brattee fogliose (o semplicemente foglie con forme sublanceolate) lievemente staccate dall'infiorescenza vera e propria ma comunque sub-sessili. Le brattee del verticillo seguente sono disposte in modo alternato. La forma dei verticilli è subsferica. I fiori sono pedicellati e nell'infiorescenza sono presenti delle bratteole spinose leggermente più lunghe del calice e rivolte verso l'alto.

### Fiore
I fiori sono ermafroditi, zigomorfi (il calice è attinomorfo), tetraciclici (con i quattro verticilli fondamentali delle Angiosperme: calice– corolla – androceo – gineceo) e pentameri (calice e corolla formati da cinque elementi). Sono inoltre omogami (autofecondanti). Lunghezza del fiore: 5 – 8 mm.
- Formula fiorale. Per questa specie la formula fiorale della famiglia è la seguente:

X, K (5), [C (2+3), A 2+2], G (2), supero, drupa, 4 nucole
- Calice: i cinque sepali del calice sono concresciuti (calice gamosepalo) in una forma tubulare-campanulata e a struttura piuttosto rigida, pelosa all'esterno e glabra all'interno. Il calice termina con cinque lunghi denti triangolari, aristati, divergenti (quelli superiori sono ripiegati verso l'alto) e più o meno uguali (simmetria di tipo attinomorfa) simili a setole spinose. La superficie del calice è percorsa da alcune deboli nervature longitudinali. Il calice è inoltre persistente. Lunghezza del calice: 5 – 7 mm (tubo da 5 mm; denti da 2 mm).
- Corolla: i cinque petali sono quasi completamente fusi (gamopetalo) in un'unica corolla pubescente formata da un tubo terminante da due evidenti labbra molto sviluppate derivate da 4 lobi (la struttura è: 1/3). Il labbro superiore è a forma di cappuccio ben sviluppato; in questo modo protegge gli organi di riproduzione dalle intemperie e dal sole. Il labello (il labbro inferiore) è anch'esso ben sviluppato e piegato verso il basso per fare da base di “atterraggio” agli insetti pronubi; è inoltre trilobo. Tutta la corolla supera di poco i denti del calice. Le fauci non sono circondate internamente da un anello di peli (caratteristica comune a molte "labiate" cha ha lo scopo di impedire l'accesso ad insetti più piccoli e non adatti all'impollinazione). Il colore della corolla è roseo. Lunghezza della corolla: 6 – 7 mm; lunghezza del tubo: 5 mm.
- Androceo: gli stami dell'Androceo sono quattro (didinami - due corti e due lunghi – quello mediano posteriore, il quinto stame, manca per aborto) e sono tutti fertili. Il paio posteriore è più breve, mentre l'altra copia è aderente al labbro superiore della corolla e sporge lievemente; tutti i filamenti sono paralleli tra di loro e sono adnati alla base della corolla. Le antere sono a deiscenza longitudinale; sono inoltre conniventi. Le teche sono poco distinte e sono divaricate. I granuli pollinici sono del tipo tricolpato o esacolpato.
- Gineceo: l'ovario del gineceo è semi-infero (quasi supero) derivato da due carpelli (ovario "sincarpico"). Inoltre ogni carpello è diviso in due parti da una falso setto divisorio, e quindi l'ovario risulta composto da quattro parti (ossia quattro ovuli) con logge a forma ovata. La placentazione è assile. Gli ovuli hanno un tegumento e sono tenuinucellati (con la nocella, stadio primordiale dell'ovulo, ridotta a poche cellule).[19] Lo stilo è semplice ed è inserito tra i carpelli alla base dell'ovario (stilo “ginobasico”). Lo stimma è bifido con lobi subuguali o ineguali. Il nettare è nascosto sotto l'ovario.
- Fioritura: da luglio ad agosto (settembre).

### Frutti
Il frutto è una nucula acheniforme (schizocarpo); più precisamente è una drupa (ossia una noce) con quattro semi (uno per ovulo derivato dai due carpelli divisi a metà). Questo frutto nel caso delle Lamiaceae viene chiamato “clausa”. Le quattro parti in cui si divide il frutto principale, sono ancora dei frutti (parziali) ma monospermici (un solo seme) e privi di endosperma. La forma è trigona, troncata all'apice con superficie ricoperta da peli ghiandolari. I frutti si trovano all'interno del calice persistente.

## Riproduzione
- Impollinazione: l'impollinazione avviene tramite insetti (impollinazione entomogama).[20]
- Riproduzione: la fecondazione avviene fondamentalmente tramite l'impollinazione dei fiori (vedi sopra).
- Dispersione: i semi cadendo a terra (dopo essere stati trasportati per alcuni metri dal vento per merito del pappo – disseminazione anemocora) sono successivamente dispersi soprattutto da insetti tipo formiche (disseminazione mirmecoria).[21] Per questo scopo i semi hanno una appendice oleosa (elaisomi, sostanze ricche di grassi, proteine e zuccheri) che attrae le formiche durante i loro spostamenti alla ricerca di cibo.[22]

## Distribuzione e habitat

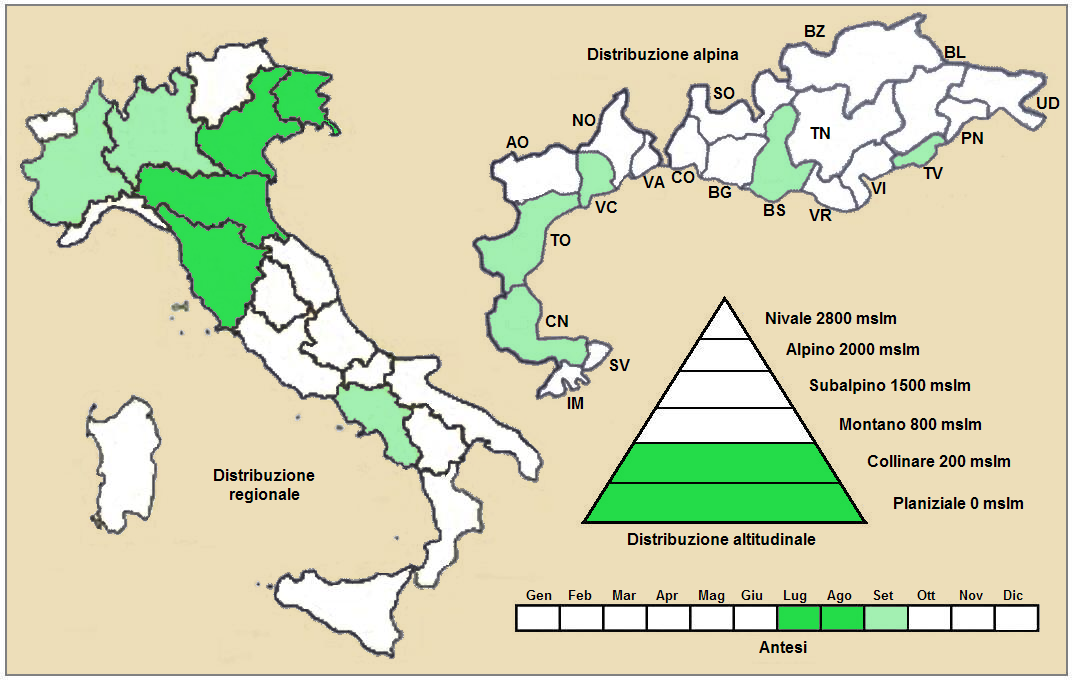
Distribuzione della pianta
(Distribuzione regionale – Distribuzione alpina)

- Geoelemento: il tipo corologico (area di origine) è Sud Est Europeo - Sudsiberiano.
- Distribuzione: in Italia questa specie è rara e si trova solamente al Nord. Sull'arco alpino è soprattutto presente in Slovenia, mentre sugli altri rilievi europei collegati alle Alpi si trova nel Massiccio Centrale, Monti Balcani e Carpazi.[24] Nel resto dell'Europa ha una distribuzione centro-meridionale verso Est e comprende anche l'Anatolia e la Transcaucasia.[9] Fuori dall'Europa si trova fino in Siberia (sud occidentale) e in Cina (occidentale nel Xinjiang).[17]
- Habitat: l'habitat tipico per questa pianta sono gli incolti e le aree ruderali, le siepi, i margini dei boschi, ma anche le zone alveali. In Asia frequenta le aree steppiche.[17] Il substrato preferito è calcareo ma anche calcareo/siliceo con pH basico-neutro, alti valori nutrizionali del terreno che deve essere mediamente umido.[24]
- Distribuzione altitudinale: sui rilievi queste piante si possono trovare fino a 600 m s.l.m. (900 m s.l.m. in Cina[18]); frequentano quindi i seguenti piani vegetazionali: collinare (oltre a quello planiziale – a livello del mare).

### Fitosociologia
Dal punto di vista fitosociologico la specie di questa scheda appartiene alla seguente comunità vegetale:
Formazione : comunità delle macro- e megaforbie terrestri
Classe : Filipendulo-Convolvuletea
Ordine : Convolvuletalia Tuxen
Alleanza : Convolvulion sepium

## Tassonomia
La famiglia di appartenenza della specie (Lamiaceae), molto numerosa con circa 250 generi e quasi 7000 specie, ha il principale centro di differenziazione nel bacino del Mediterraneo e sono piante per lo più xerofile (in Brasile sono presenti anche specie arboree). Per la presenza di sostanze aromatiche, molte specie di questa famiglia sono usate in cucina come condimento, in profumeria, liquoreria e farmacia. Nelle classificazioni meno recenti la famiglia Lamiaceae viene chiamata Labiatae.
Il basionimo per questa specie è: Leonurus marrubiastrum L., 1753.

### Filogenesi
In base ai botanici del gruppo Angiosperm Phylogeny Group il genere di questa specie è circoscritto nella tribù Leonureae Dumort. che a sua volta è inclusa nella sottofamiglia Lamioideae Harley. Questa specie spesso è descritta nel genere Leonorus, ma le ultime ricerche di tipo filogenetico sul DNA hanno dimostrato l'indipendenza di questa specie dal genere Leonurus.
Il numero cromosomico di C. marrubiastrum é: 2n = 24.

### Sinonimi
Questa entità ha avuto nel tempo diverse nomenclature. L'elenco seguente indica alcuni tra i sinonimi più frequenti:
- Cardiaca leonuroides Willd.
- Cardiaca marrubiastrum  (L.) Schreb.
- Cardiaca marrubiastrum  (L.) Medik.
- Chaiturus leonuroides  Willd.
- Chaiturus marrubiastrum  (L.) Spenn.
- Chaiturus marrubifolius  St.-Lag.
- Leonurus marrubiastrum  L.
- Leonurus marrubiastrum var. simplicissimus  K.Koch
- Leonurus marrubifolius  St.-Lag.
- Leonurus parviflorus  Salisb.

### Specie simili
Una specie abbastanza simile a quella di questa voce è Leonurus cardiaca L.; quest'ultima si distingue per le foglie (divise in 3 - 7 lobi profondi); per la presenza dell'anello interno di peli nella corolla; per i verticilli più distanziati dell'infiorescenza.

## Altre notizie
La cardiaca falso marrubio in altre lingue è chiamata nei seguenti modi:
- (DE)  Andorn-Löwenschwanz
- (FR)  Agripaume faux marrube
- (EN)  Horehound Motherwort